# زری فتحی
زری فتحی (زادهٔ ۲۳ خرداد ۱۳۶۷ در شیراز) داور فوتسال بانوان، اهل ایران است.وی قضاوت‌های متعددی در فوتسال بانوان در سطح بین‌المللی و در لیگ برتر فوتسال ایران داشته‌است.

## زندگی ورزشی
زری فتحی ۲۳ خرداد ۱۳۶۷ در شیراز متولد شد. او از ۲۲ سالگی وارد عرصه داوری شد و پس از فعالیت به عنوان بازیکن فوتبال، در دوران دانشجویی وارد حوزهٔ داوری شد. وی کارشناس ارشد فیزیولوژی ورزشی و دبیر ورزش است و نخستین داور زن فوتسال ایران است که بازی‌های مردان را نیز سوت زده‌است.
بیشتر شهرت او به واسطهٔ قضاوت بین‌المللی به‌ویژه در جام ملت‌های اروپا است. او اولین قضاوت لیگ برتر را در سال ۱۳۹۱ تجربه کرده‌است. و همچنین اولین قضاوت بین‌المللی خود را در سال ۲۰۱۷ به انجام رساند.

## مدارک و عناوین[۹]
- کسب مدرک درجه یک داوری ۱۳۹۳
- کسب مدرک ملی داوری ۱۳۹۵
- برترین داور فوتسال بانوان فصل ۱۳۹۶–۱۳۹۷
- ورود به لیست داوران بین‌المللی فوتسال ۲۰۱۷[۱۰]
- ورود به لیست الیت فیفا ۲۰۱۷[۱۱]
- رکورد دار تست بدنی داوران آسیا - کوالالامپور ۲۰۱۸[۱۲]
- رکورد دار تست بدنی داوران آسیا - کوالالامپور ۲۰۱۹[۱۳]
- داور بازی رده‌بندی جام ملت‌های آسیا ۲۰۱۷[۱۴]
- اولین داور زن ایرانی به عنوان سرداور در رقابت‌های دانشجویان مردان جهان - قزاقستان ۲۰۱۸
- داور بازی رده‌بندی و فینال جام ملت‌های اروپا ۲۰۱۹[۱۵]

## قضاوت و داوری لیگ برتر[۱۶]
| چند بازی مهم که داور بوده‌است |           |             |                                            |
| ردیف                         | فصل       | رفت / برگشت | رقابت                                      |
| شماره ۱                      | ۱۳۹۴–۱۳۹۵ | دور رفت     | تیم دانشگاه آزاد تهران - ملی حفاری اهواز   |
| شماره ۲                      | ۱۳۹۶–۱۳۹۵ | دور رفت     | پالایش نفت آبادان - تیم دانشگاه آزاد تهران |
| شماره ۳                      | ۱۳۹۶–۱۳۹۵ | دور برگشت   | ملی حفاری اهواز - تیم دانشگاه آزاد تهران   |
| شماره ۴                      | ۱۳۹۶–۱۳۹۵ | دور برگشت   | تیم دانشگاه آزاد تهران - پالایش نفت آبادان |
| شماره ۵                      | ۱۳۹۶–۱۳۹۷ | دور رفت     | نامی نو اصفهان - دختران کویر کرمان         |
| شماره ۶                      | ۱۳۹۶–۱۳۹۷ | دور برگشت   | نامی نو اصفهان - مس رفسنجان                |
| شماره ۷                      | ۱۳۹۶–۱۳۹۷ | دور برگشت   | نامی نو اصفهان - پالایش نفت آبادان         |
| شماره ۸                      | ۱۳۹۶–۱۳۹۷ | دور برگشت   | ملی حفاری اهواز - نامی نو اصفهان           |

| تعدادی از دربی و فینال‌های مهم که داور بوده‌است |           |              |                                          |
| ردیف                                          | فصل       | فینال / دربی | رقابت                                    |
| شماره ۱                                       | ۱۳۹۶–۱۳۹۵ | دربی         | پالایش نفت آبادان - ملی حفاری اهواز      |
| شماره ۲                                       | ۱۳۹۶–۱۳۹۵ | فینال        | ملی حفاری اهواز - پالایش نفت آبادان      |
| شماره ۳                                       | ۱۳۹۶–۱۳۹۵ | دربی         | مس رفسنجان - دختران کویر کرمان           |
| شماره ۴                                       | ۱۳۹۸–۱۳۹۷ | دربی         | پویندگان صنعت نفت شیراز - پارس آرا شیراز |
| شماره ۵                                       | ۱۳۹۸–۱۳۹۷ | دربی         | ملی حفاری اهواز - پالایش نفت آبادان      |
| شماره ۶                                       | ۱۳۹۸–۱۳۹۷ | فینال        | نامی نو اصفهان - مس رفسنجان              |

## قضاوت‌های بین‌المللی
- رقابت‌های جنوب شرق آسیا - مالزی ۲۰۱۷
- رقابت‌های داخل سالن آسیا - ترکمنستان ۲۰۱۷
- مسابقات جام ملت‌های آسیا - تایلند ۲۰۱۸
- قضاوت در رده‌بندی این مسابقات بین تیم ملی کشورهای چین و مالزی
- مسابقات دانشجویان جهان - آلماتی قزاقستان ۲۰۱۸
- مسابقات جام ملت‌های اروپا - پرتغال ۲۰۱۹[۱۷]
- قضاوت در رده‌بندی این مسابقات بین تیم ملی کشورهای روسیه و اکراین
- قضاوت (به عنوان کمک داور) در فینال این مسابقات بین تیم ملی کشورهای پرتغال و اسپانیا[۱۸][۱۹]
- جام ملت‌های فوتسال آسیا ۲۰۲۴(مردان)تایلند[۲۰]